# オラシュチエ山脈のダキア人の要塞群
オラシュチエ山脈のダキア人の要塞群は、ルーマニアの世界遺産の一つである。紀元前1世紀から1世紀にかけて、ローマ帝国の侵攻に対抗するために、ダキア人独特のムルス・ダキクス様式で建造された6つの要塞が登録対象となっている。
その広範囲に及び、なおかつ保存状態の良好な遺跡群は、精力的で革新的であった古代文明の姿を良く伝えるものである。ただし、この一帯に関する保護措置をルーマニアが講じていなかったことから、盗掘も行われてきた。

## 登録対象
登録対象は、デケバルスの防衛システムを形成していた要塞群、すなわちサルミゼゲトゥサ、ブリダル、ピアトラ・ロシエ、コステシュティ、カプルナ、バニツァの6箇所に残る遺跡である。

## 登録基準
この世界遺産は世界遺産登録基準のうち、以下の条件を満たし、登録された（以下の基準は世界遺産センター公表の登録基準からの翻訳、引用である）。
- (2) ある期間を通じてまたはある文化圏において、建築、技術、記念碑的芸術、都市計画、景観デザインの発展に関し、人類の価値の重要な交流を示すもの。
- (3) 現存するまたは消滅した文化的伝統または文明の、唯一のまたは少なくとも稀な証拠。
- (4) 人類の歴史上重要な時代を例証する建築様式、建築物群、技術の集積または景観の優れた例。